# 維特里夫卡 (基輔州)
50°19′21″N 29°51′59″E / 50.32250°N 29.86639°E
維特里夫卡（烏克蘭語：Вітрівка）是位於烏克蘭北部的村莊，由基辅州布恰区的馬卡里夫市鎮負責管轄。該村面積0.12平方公里，海拔高度180米，2001年人口254，人口密度每平方公里2,375人。